# Am heiligen Brunnen 1, 2, 5–7, Bosseplatz, Bossestraße 1–15, Brechtstraße 1–9, Julius-Wolff-Straße 1–6, Lindenstraße 2–4 (Quedlinburg)

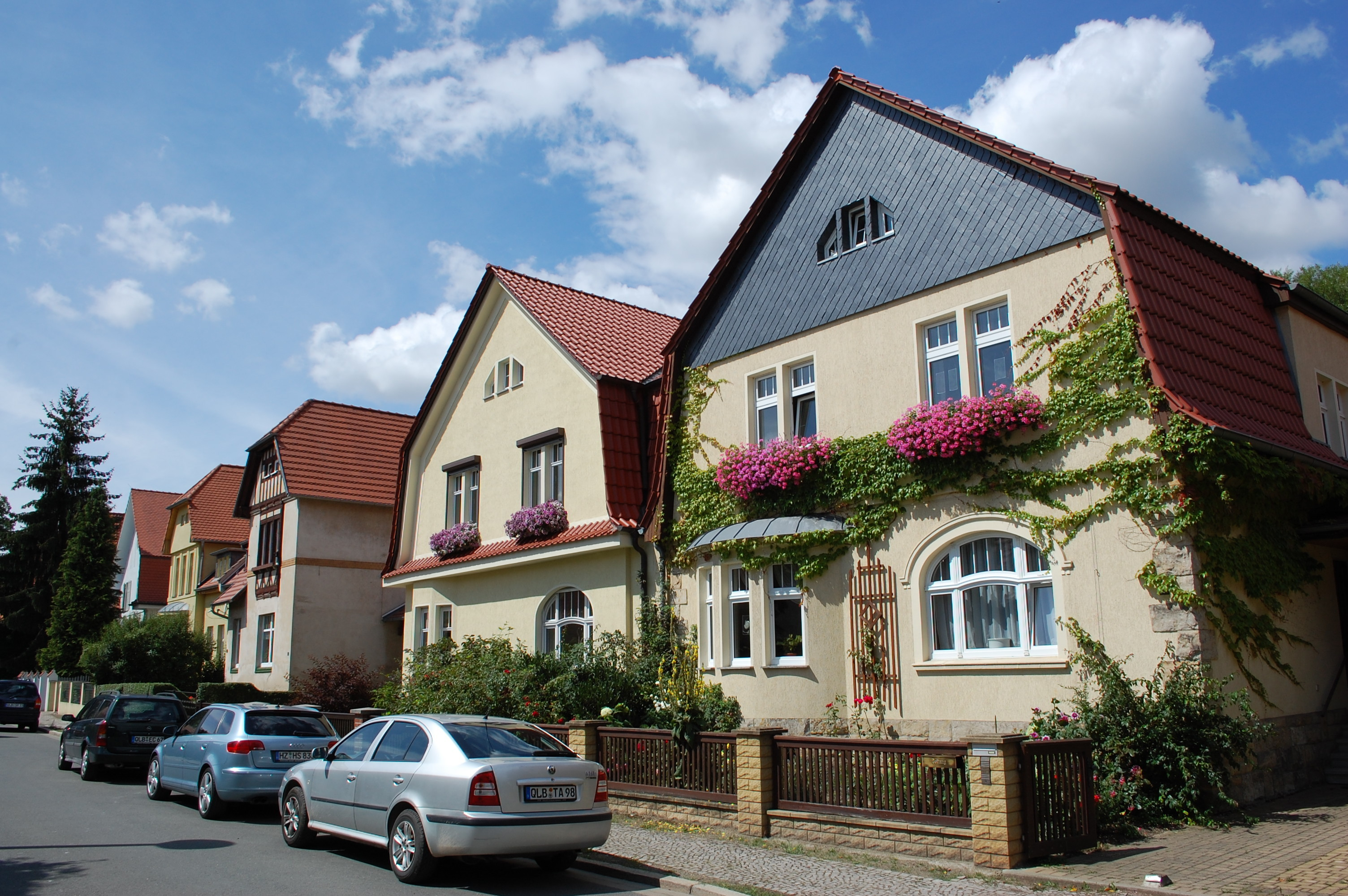
Bossestraße

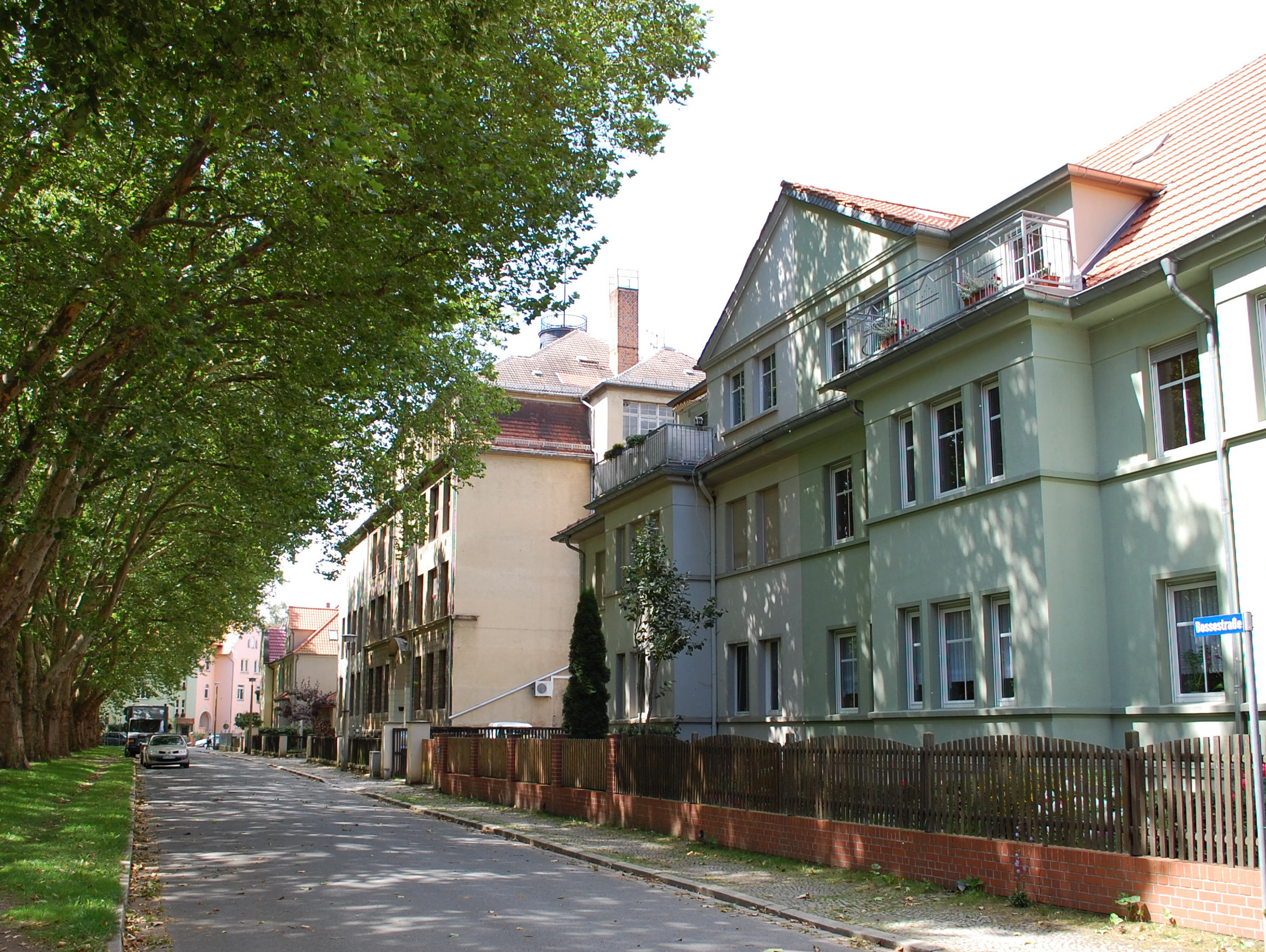
Gebäude in der Bossestraße auf der Nordseite des Bosseparks

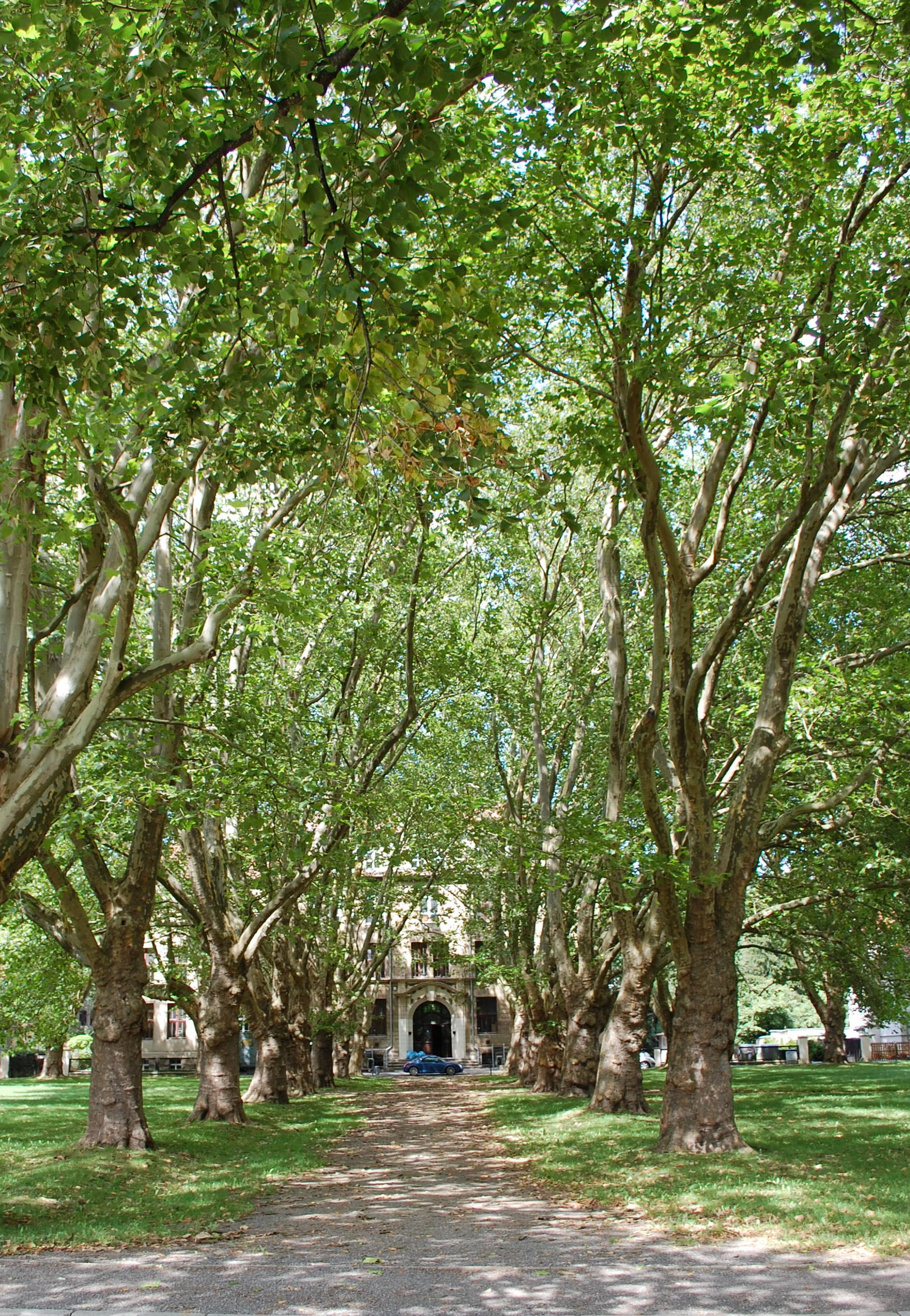
Mittelweg über den Bosseplatz

Am heiligen Brunnen 1, 2, 5–7, Bosseplatz, Bossestraße 1–15, Brechtstraße 1–9, Julius-Wolff-Straße 1–6, Lindenstraße 2–4 ist die im Quedlinburger Denkmalverzeichnis eingetragene Bezeichnung für eine denkmalgeschützte Siedlung in Quedlinburg in Sachsen-Anhalt.

## Lage
Die Siedlung liegt nördlich der historischen Innenstadt Quedlinburgs. Die Häuser gruppieren sich auf drei Seiten um den als baumbestandene Parkanlage angelegten Bosseplatz. Zur Siedlung gehören jedoch auch Häuser in der Bossestraße, östlich des Platzes.

## Anlage und Geschichte
Die Siedlung besteht aus Villen und Siedlungsbauten, die in der Zeit zwischen 1900 und 1920 entstanden. Die östlich des Platzes befindlichen Gebäude wurden im Stil einer Gartenstadt später als die anderen Häuser gebaut. Besonders markant ist der an der nördlichen Parkseite stehende, auch als Einzeldenkmal ausgewiesene, Schulbau der heutigen Berufsbildende Schulen J.P.C. Heinrich Mette Quedlinburg. Weitere Einzeldenkmale der Siedlung sind die Gebäude Am heiligen Brunnen 2, Bossestraße 1, 6, 7, 9, Brechtstraße 2, 3, 4, 7, Julius-Wolff-Straße 5, 6, Lindenstraße 1, 2 und Lindenstraße 4.
Der Bosseplatz entstand als Grünfläche vor dem Schulgebäude. Über die Grünfläche wurde ein breiter auf das Schulportal zuführender Mittelweg gelegt. Entlang des Weges und an den Rändern der Grünfläche wurden Platanen gepflanzt, die heute den alten Baumbestand des Platzes ausmachen. An den Ecken des Platzes schuf man Bereiche für Sitzbänke. Hier wurden Rotdorn und Sträucher angepflanzt. Die Platzgestaltung geht auf einen Beschluss vom 15. Juli 1910 zurück. In der Mitte des Platzes errichtete man aus Findlingen ein Denkmal für den preußischen Kulturminister und gebürtigen Quedlinburger Robert Bosse (1832–1901). An einem großen Mittelstein war ein Bronzerelief befestigt. In der Zeit nach 1945 wurde das Denkmal entfernt.
Auf der Ostseite des Platzes befindet sich heute ein kleiner Spielplatz.